# Cud (film 1959)
Cud (ang. The Miracle) – amerykański film dramatyczny z 1959 roku.  Film jest remakiem niemego brytyjskiego filmu The Miracle z 1912 roku, zrealizowanego według sztuki Karla Vollmöllera.

## Główne role
- Carroll Baker - Teresa
- Roger Moore - Michael
- Walter Slezak - Flaco
- Vittorio Gassman - Guido
- Torin Thatcher - Książę Wellington
- Isobel Elsom - matka Superior
- Lester Matthews - kapitan Boulting
- Gustavo Rojo - Cordoba
- Katina Paxinou - La Roca
- Dennis King - Casimir